# Malmvikssjön

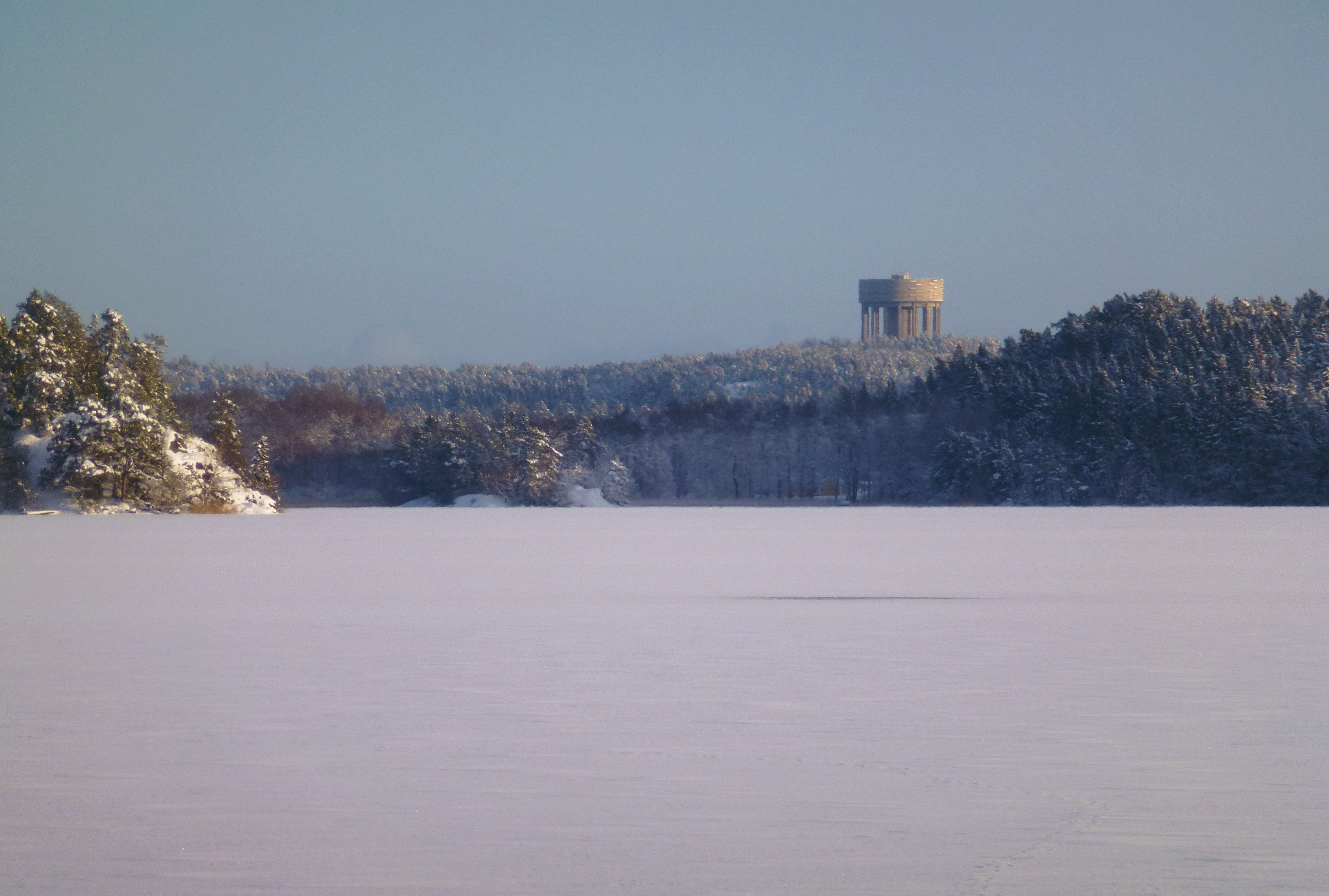
Vy mot öst med Sätra vattentorn i sydvästra Stockholm i bakgrunden.

Malmvikssjön (även Malmviken och Malmviksfjärden)  är en vik i östra delen av Mälaren i Ekerö kommun. Viken är en utlöpare av Mörbyfjärden mot öst och begränsas i norr av Lovön och i syd av Lindö.

## Beskrivning

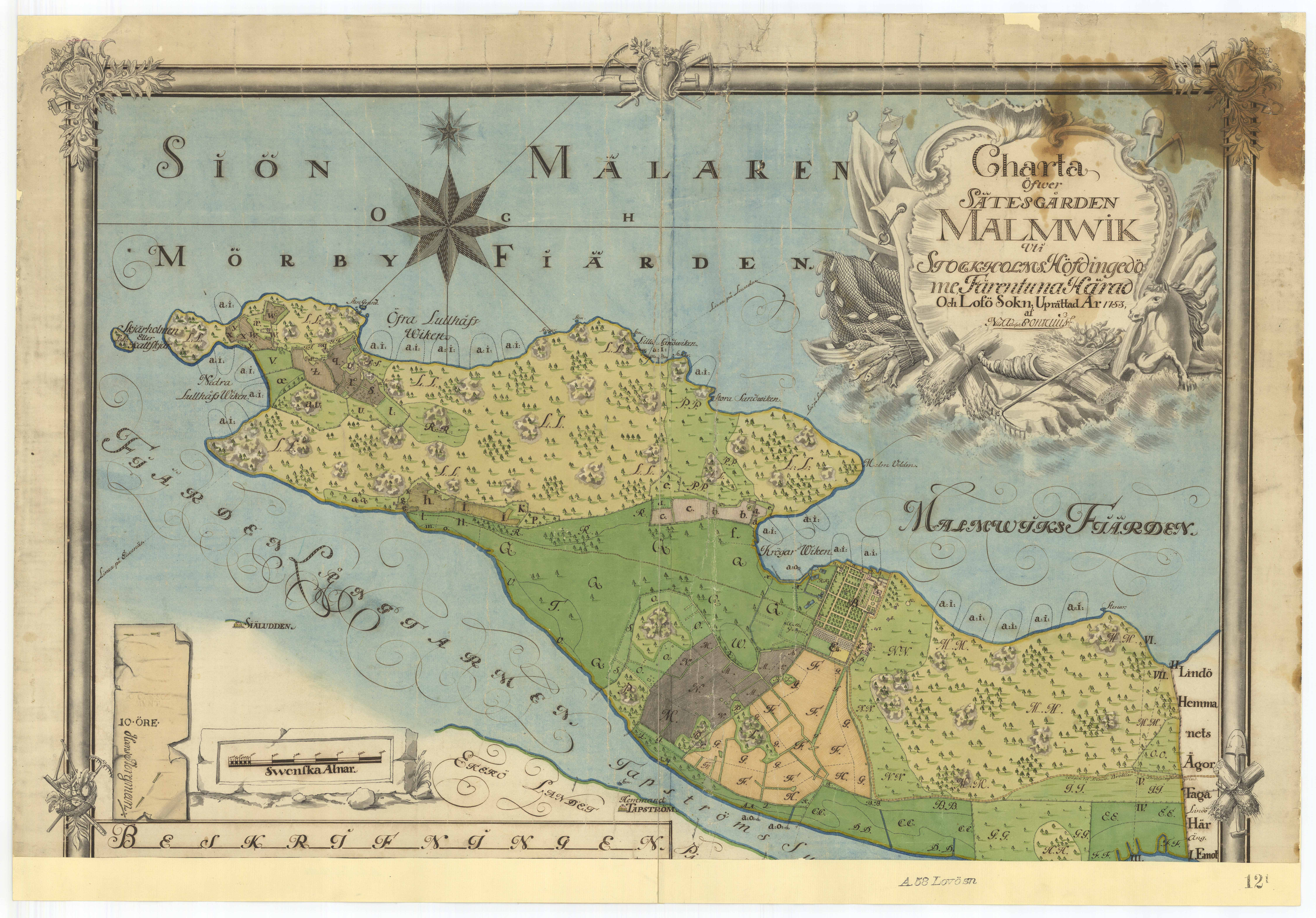
Västra Lindö med "Malmvyks Fjärden", 1753.

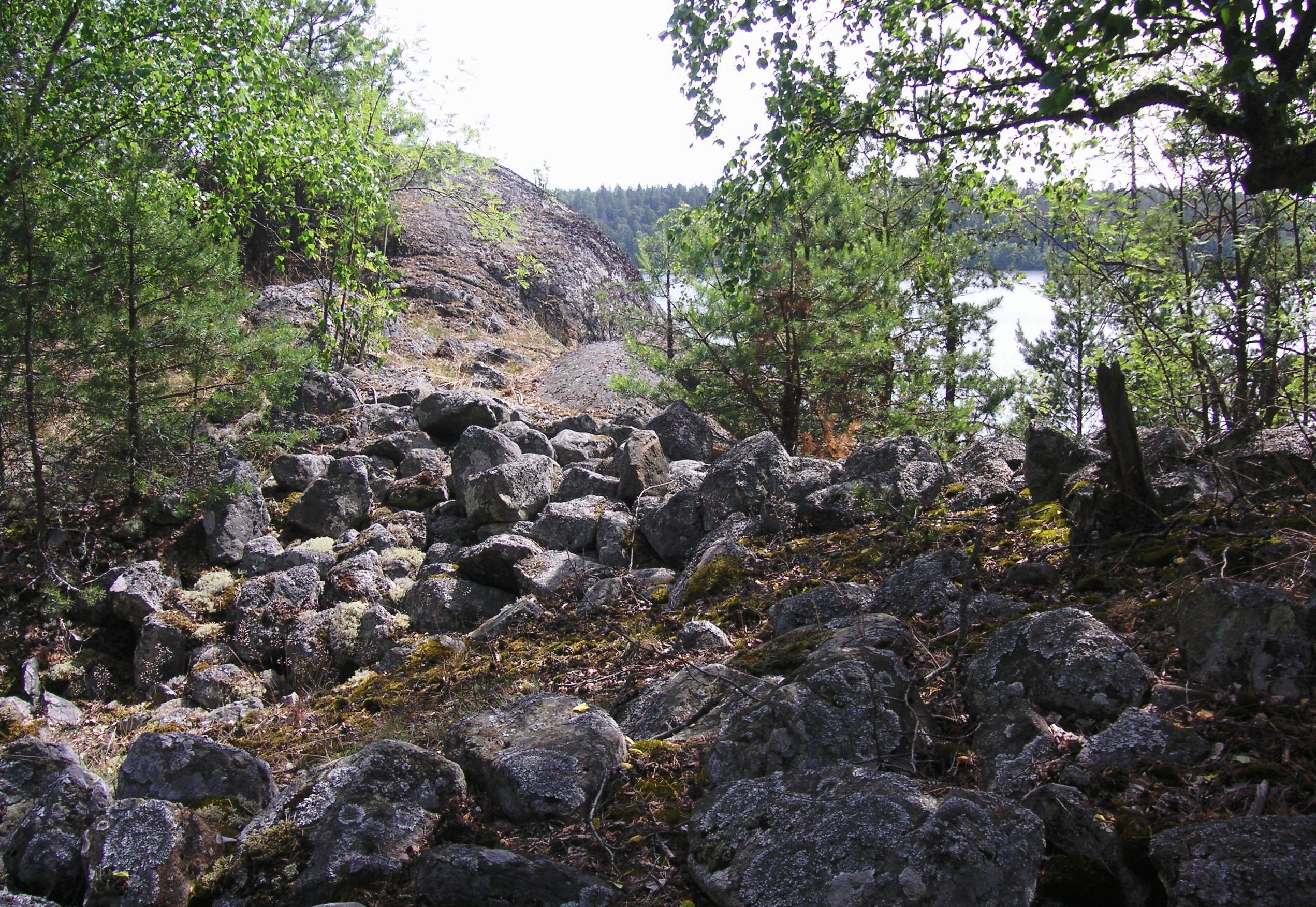
Fornborgen med Malmviken i bakgrunden.

Malmviken är cirka 1 600 meter lång och ansluter till Mörbyfjärden och Lullehovssundet i väster via ett ca 500 meter brett gatt. Enligt svenskt sjökort 111 är det naturliga vattendjupet i vikens djupfåra som mest ca 12–21 meter och dess botten består av lera.

## Historik
Malmviken har sitt namn efter säteriet Malmvik som ligger vid vikens södra strand. Ursprungligen hängde Malmviken ihop med Fiskarfjärden via ett sund vid Lindöbro, strax norr om nuvarande Lindötunneln. Här gick en vikingatida farled, fornborgen vid Kohagen (södra Lovön) på en hög klippa i höjd med Malmvikens gatt vittnar om den forntida aktiviteten. Men genom den alltjämt pågående landhöjningen har sundet försvunnit och består numera av en cirka 200 meter bred landtunga av sankmark. Här passerar Ekerövägen.

## Tillfällig hamn
I samband med Förbifart Stockholm planerar Trafikverket att anlägga en tillfällig hamn. Hamnen är tänkt att ligga på södra Lovön i Malmviken, cirka 800 meter från vikens innersta östra del. Här kommer krossat berg från tunnelsprängningar att lastas direkt i fartyg eller pråm vid en nyanlagd kaj som blir 75 meter lång. Hamnområdets area blir ca 35 000 m². När tunnelarbetena för Förbifart Stockholm är avslutade skall hamnen rivas och naturen återställas.